# Ramire Rosan
Pour les articles homonymes, voir Rosan.
Ramire Rosan, né le 14 avril 1895 à Morne-à-l'Eau et mort le 24 mai 2004 à Morne-à-l'Eau, est le dernier poilu de la France d'outre-mer.

## Biographie
Petit-fils d'esclave, Ramire Rosan cultivait la canne à sucre en Guadeloupe dans la commune de Morne-à-l'Eau. En 1915, durant le conflit de la Première Guerre mondiale, des gendarmes à cheval sont venus le chercher pour l'envoyer directement dans un dépôt militaire; il est incorporé au 23e régiment d'infanterie coloniale. Ramire Rosan participe à la bataille de la Somme en juillet 1916 où il est gazé. De retour du front, il redevient agriculteur.
Ramire Rosan a reçu quatre décorations dont la Légion d'honneur en 1996. Il meurt en Guadeloupe en 2004 à l'âge de 109 ans.

## Distinctions
- Chevalier de la Légion d'honneur (1996)
- Croix du combattant
- Médaille commémorative de la guerre 1914–1918
- Médaille interalliée de la Victoire